# Dahlia (botanica)
Dahlia (Cav., 1791) è un genere di piante angiosperme dicotiledoni della famiglia delle Asteraceae, sottofamiglia Asteroideae, tribù Coreopsideae e sottotribù Coreopsidinae.

## Etimologia
Il nome del genere è un omaggio al botanico svedese Anders Dahl (1751-1789), allievo di Linneo.
Il nome scientifico del genere è stato definito dal botanico Antonio José Cavanilles (1745-1804) nella pubblicazione " Icones et Descriptiones Plantarum, quae aut sponte . . ." ( Icon. [Cavanilles] 1: 56 (t. 80)) del 1791.

## Descrizione

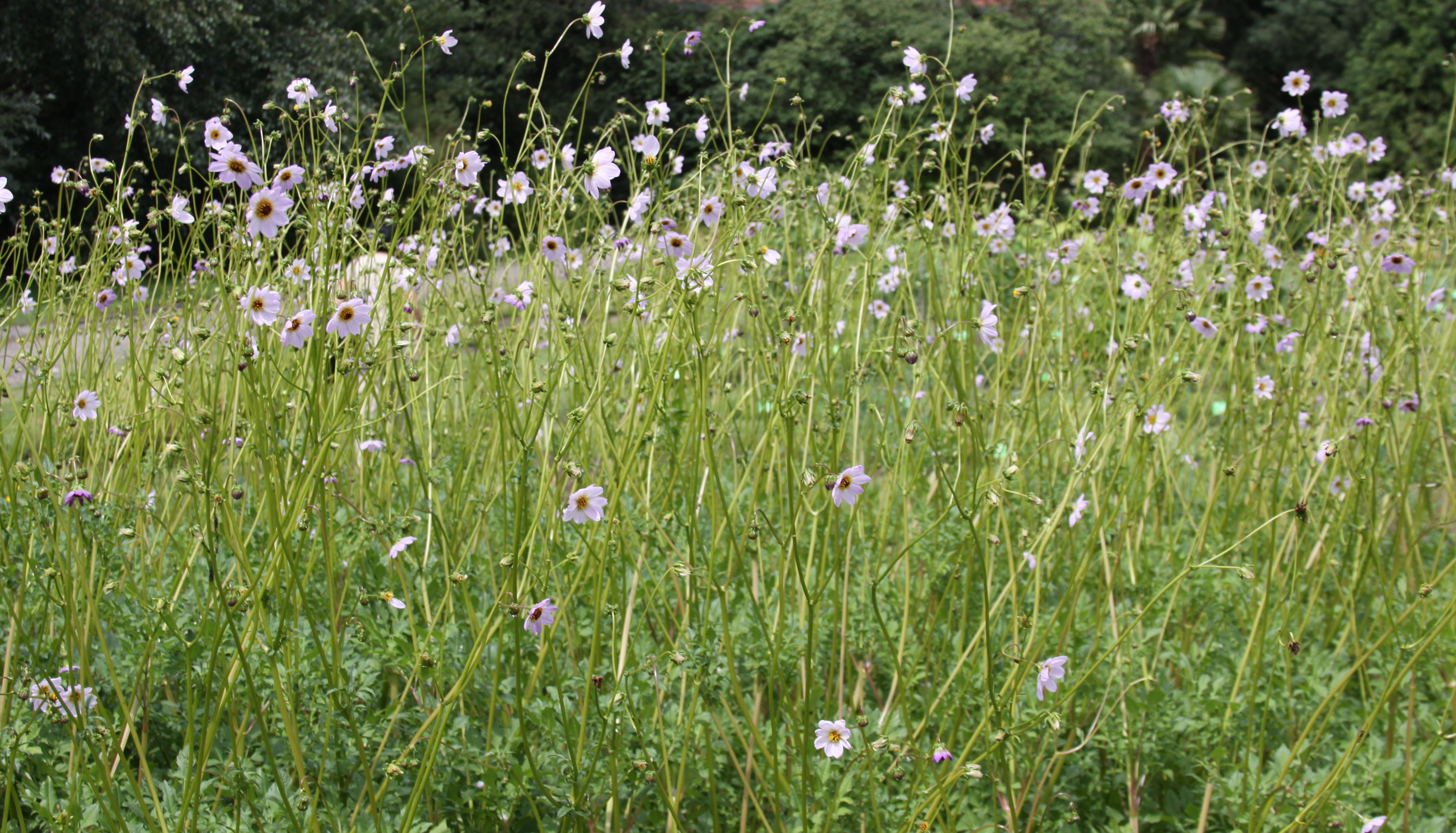
Il portamento
Dahlia merckii

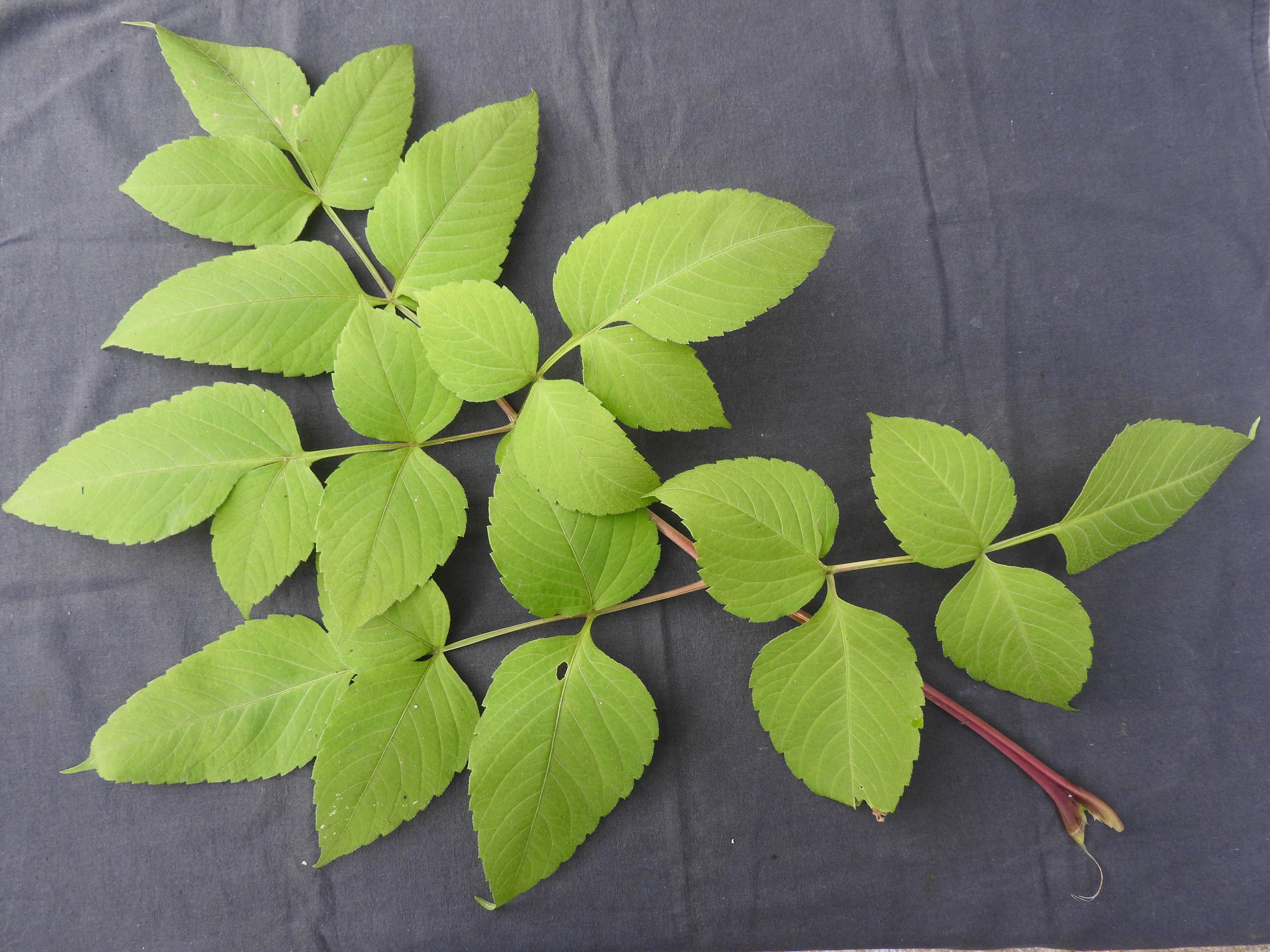
Le foglie
Dahlia excelsa

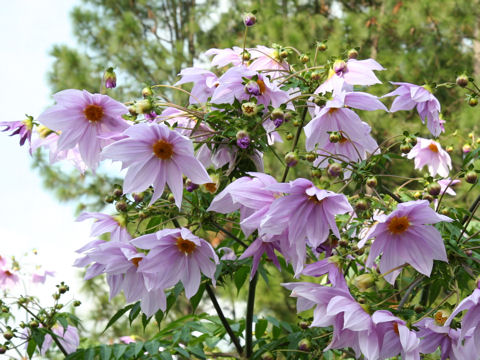
Infiorescenza
Dahlia imperialis

I fiori
Dahlia campanulata

Portamento. L'habitus delle piante di questo genere è erbaceo perenne.
Fusto. Il fusto è eretto, spesso legnoso alla base, di altezza variabile tra i 20 cm e i 2 m. Le radici sono tuberiformi oblunghe.
Foglie. Le foglie lungo il caule sono disposte in modo opposto; raramente sono a spirale. Le foglie sono sessili o picciolate. Le forme delle lamine variano da ovate a deltate; mentre il tipo di lamina può essere intera o composta (1-3- pennatifida con segmenti lanceolati o lineari). I margini sono interi o dentati. Le superfici sono glabre o pelose  (raramente ghiandolose).
Infiorescenza. Le sinflorescenze sono formate da capolini terminali, disposti in forme panicolate aperte o qualche volta raggruppati in cime corimbose. Le infiorescenze vere e proprie sono composte da un capolino peduncolato di tipo radiato, annuente, con fiori eterogami. I capolini sono formati da un involucro, con forme da cilindriche a emisferiche o campanulate, composto da diverse brattee al cui interno un ricettacolo fa da base ai fiori di due tipi: fiori del raggio e fiori del disco. Le brattee sono persistenti, sono fortemente dimorfe, hanno dimensioni scalate e sono disposte su 2-3 serie. Quelle esterne sono erbacee (di colore verde), quelle più interne sono membranose e scariose. I ricettacoli, strutture alla base dei fiori, sono piatti e sono provvisti di pagliette a protezione dei fiori stessi.
Fiori.  I fiori sono tetra-ciclici (formati cioè da 4 verticilli: calice – corolla – androceo – gineceo) e pentameri (calice e corolla formati da 5 elementi). Si distinguono in:
- fiori del raggio (esterni): sono femminili (sterili) e sono disposti su una o più serie; la forma è ligulata (zigomorfa); possono essere assenti;
- fiori del disco (centrali): hanno forme brevemente tubulose (attinomorfe); sono ermafroditi o funzionalmente staminali.

- Formula fiorale:

*/x K {\displaystyle \infty }, [C (5), A (5)], G 2 (infero), achenio 
- Calice: i sepali del calice sono ridotti ad una coroncina di squame.

- Corolla:

- fiori del raggio: la forma della corolla alla base è più o meno tubulosa-imbutiforme, mentre all'apice è ligulata; di solito sono colorate di rosa o lavanda, ma altri colori sono rosso, viola ciano o bianco; le ligule sono bilobate o trilobate;
- fiori del disco: la forma è tubulare bruscamente divaricata in 5 lobi (corolle pentamere, qualche volta tetramere, raramente esamere o trimere); i lobi, patenti o eretti, hanno una forma deltata o più o meno lanceolata; il tubo è breve o di lunghezza uguale alla gola; il colore è giallo, marrone, rosso, viola o purpureo.

- Androceo: l'androceo è formato da 5 stami sorretti da filamenti generalmente liberi; gli stami sono connati e formano un manicotto circondante lo stilo.[10] Le appendici delle antere hanno delle forme da ovate a deltate. Il polline è sferico con un diametro medio di circa 25 micron;  è tricolporato (con tre aperture sia di tipo a fessura che tipo isodiametrica o poro) ed è echinato (con punte sporgenti).

- Gineceo: l'ovario è infero uniloculare formato da 2 carpelli.[10] I bracci dello stilo (gli stigmi) sono provvisti di apici deltati o fusiformi, sono densamente papillosi, a volte con punte rastremate con lunghe linee stigmatiche.

Frutti. I frutti sono degli acheni con pappo. La forma è ob-compressa, altrimenti gli acheni sono lineari, orbicolari o ovati. La superficie è glabra o pelosa; il colore è nero o grigiastro. Il pappo è formato da alcune barbe o reste oppure è assente.

## Biologia
Impollinazione: l'impollinazione avviene tramite insetti (impollinazione entomogama tramite farfalle diurne e notturne).

Riproduzione: la fecondazione avviene fondamentalmente tramite l'impollinazione dei fiori (vedi sopra).

Dispersione: i semi (gli acheni) cadendo a terra sono successivamente dispersi soprattutto da insetti tipo formiche (disseminazione mirmecoria). In questo tipo di piante avviene anche un altro tipo di dispersione: zoocoria. Infatti gli uncini delle brattee dell'involucro (se presenti) si agganciano ai peli degli animali di passaggio disperdendo così anche su lunghe distanze i semi della pianta. Inoltre per merito del pappo (se presente) il vento può trasportare i semi anche a distanza di alcuni chilometri (disseminazione anemocora).

## Distribuzione e habitat
Le specie di questo genere sono distribuite in America centrale; altrove è naturalizzato. Il genere è originario del Messico, dove il tubero viene considerato commestibile nonostante il sapore acre.

## Sistematica
La famiglia di appartenenza di questa voce (Asteraceae o Compositae, nomen conservandum) probabilmente originaria del Sud America, è la più numerosa del mondo vegetale, comprende oltre 23.000 specie distribuite su 1.535 generi, oppure 22.750 specie e 1.530 generi secondo altre fonti (una delle checklist più aggiornata elenca fino a 1.679 generi). La famiglia attualmente (2021) è divisa in 16 sottofamiglie; la sottofamiglia Asteroideae è una di queste e rappresenta l'evoluzione più recente di tutta la famiglia.

### Filogenesi
Il gruppo di questa voce è descritto nella sottotribù Coreopsidinae caratterizzata da capolini sotteso da una (o più) brattee fogliacee, da foglie con una disposizione opposta e da bracci dello stilo più corti dell'area stigmatica.
Nell'ambito della sottotribù  Dahlia, da un punto di vista filogenetico, occupa una posizione abbastanza centrale e vicino al genere Thelesperma.
I caratteri distintivi del genere sono:
- i capolini sono annuenti;
- le appendici dello stilo sono larghe e papillose.

Il numero cromosomico delle specie di questa voce è: 2n = 24, 32, 34 e 36.

### Elenco delle specie
Questo genere ha 42 specie:
- Dahlia apiculata (Sherff) P.D.Sørensen
- Dahlia atropurpurea P.D.Sørensen
- Dahlia australis (Sherff) P.D.Sørensen
- Dahlia brevis P.D.Sørensen
- Dahlia calzadana Villaseñor & Redonda-Mart.
- Dahlia campanulata Saar, P.D.Sørensen & Hjert.
- Dahlia coccinea Cav.
- Dahlia congestifolia P.D.Sørensen
- Dahlia cordifolia (Sessé & Moc.) McVaugh
- Dahlia cuspidata Saar, P.D.Sørensen & Hjert.
- Dahlia dissecta S.Watson
- Dahlia excelsa Benth.
- Dahlia foeniculifolia Sherff
- Dahlia gypsicola J.Reyes, Ortiz-Brunel & Art.Castro
- Dahlia hintonii Sherff
- Dahlia hjertingii H.V.Hansen & P.D.Sørensen
- Dahlia imperialis Roezl ex Ortgies
- Dahlia linearis Sherff
- Dahlia macdougallii Sherff
- Dahlia merckii Lehm.
- Dahlia mixtecana J.Reyes, Islas & Art.Castro
- Dahlia mollis P.D.Sørensen
- Dahlia moorei Sherff
- Dahlia neglecta Saar
- Dahlia parvibracteata Saar & P.D.Sørensen
- Dahlia pinnata Cav.
- Dahlia pteropoda Sherff
- Dahlia pugana Aarón Rodr. & Art.Castro
- Dahlia purpusii Brandegee
- Dahlia rudis P.D.Sørensen
- Dahlia rupicola P.D.Sørensen
- Dahlia scapigera Knowles & Westc.
- Dahlia scapigeroides Sherff
- Dahlia sherffii P.D.Sørensen
- Dahlia sorensenii H.V.Hansen & Hjert.
- Dahlia spectabilis Saar & P.D.Sørensen
- Dahlia sublignosa (P.D.Sørensen) Saar & P.D.Sørensen
- Dahlia tamaulipana J.Reyes, Islas & Art.Castro
- Dahlia tenuicaulis P.D.Sørensen
- Dahlia tenuis B.L.Rob. & Greenm.
- Dahlia tubulata P.D.Sørensen
- Dahlia wixarika Art.Castro, Carr.-Ortiz & Aarón Rodr.

### Sinonimi
Sono elencati alcuni sinonimi per questa entità:
- Georgina Willd.
- Georgia Spreng.

### Variabilità
Sono noti innumerevoli ibridi e varietà.
Le varietà maggiormente coltivate derivano principalmente dalla D. pinnata e dalla D. juarezi; in floricoltura vengono convenzionalmente suddivise per gruppi omogenei, in base ad alcuni parametri:
- In base alla taglia:
  - nane
  - intermedie
  - alte
- In base alla conformazione del capolino:
  - decorative
  - cactus
  - semicactus
  - a collaretto
  - a fior di Peonia
  - a fior d'Anemone
  - pompon
- In base alla quantità dei giri di ligule:
  - semplici
  - semidoppie
  - doppie

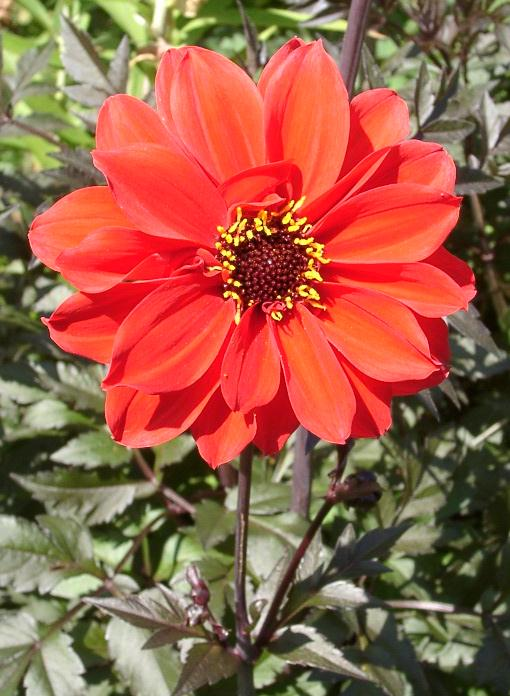
Dahlia ×  hortensis var. vescovo di Llandaff
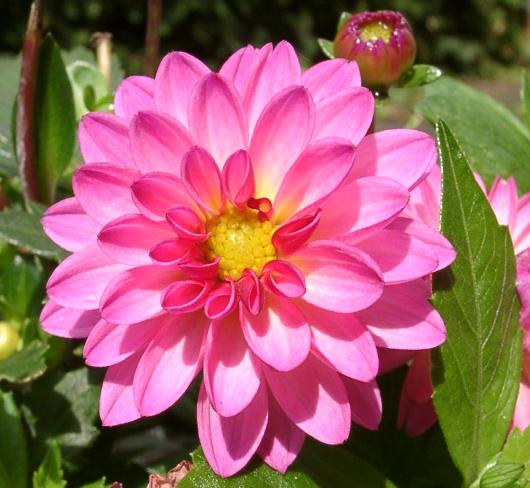
D. ×  hortensis var. Dahlstar Sunset Pink
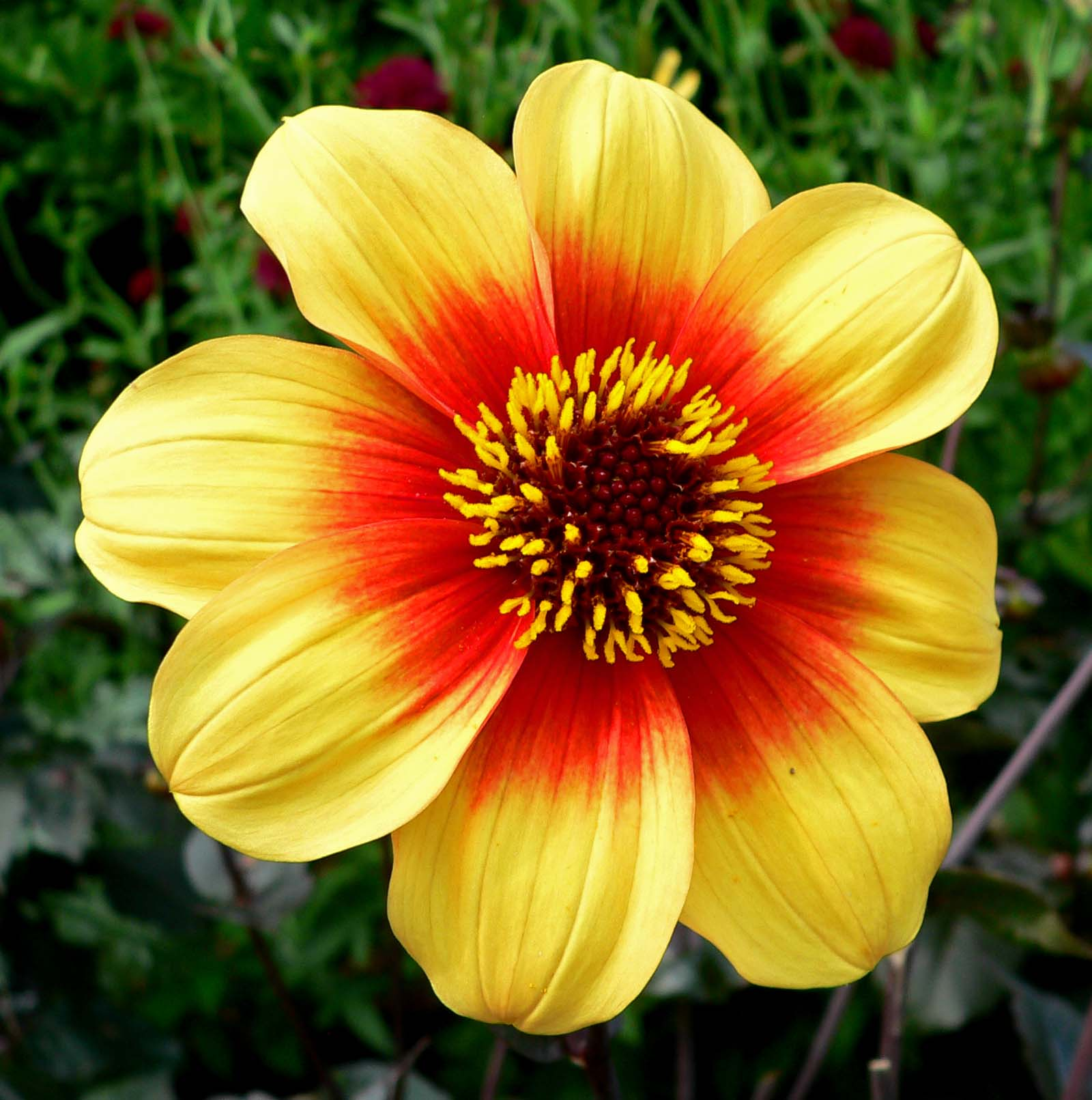
D. ×  hortensis var. Moonfire
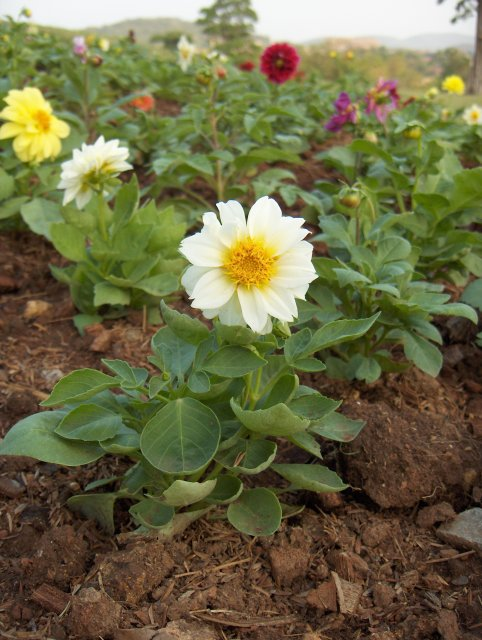
Dahlia ×  hortensis
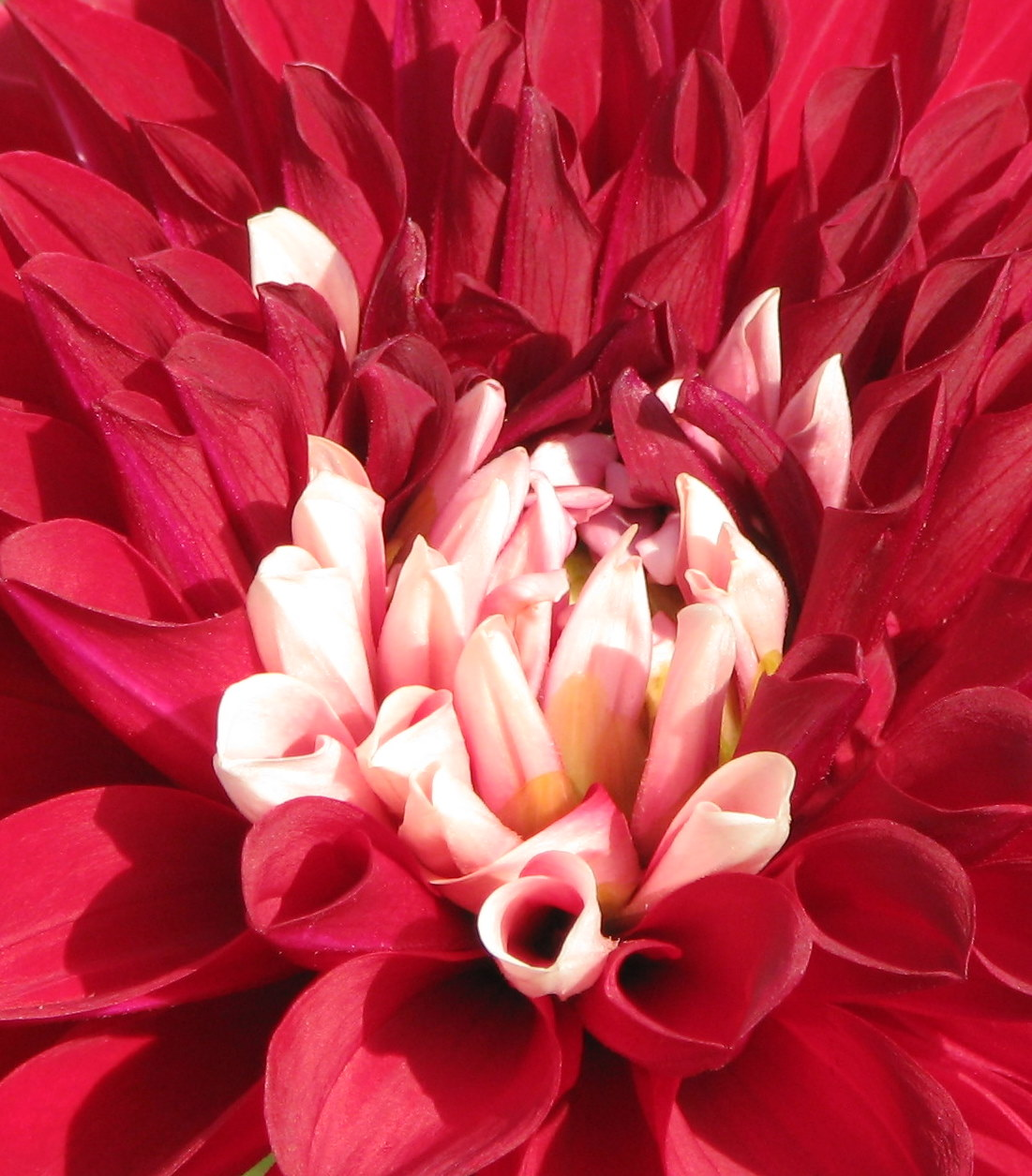
Double Dahlia
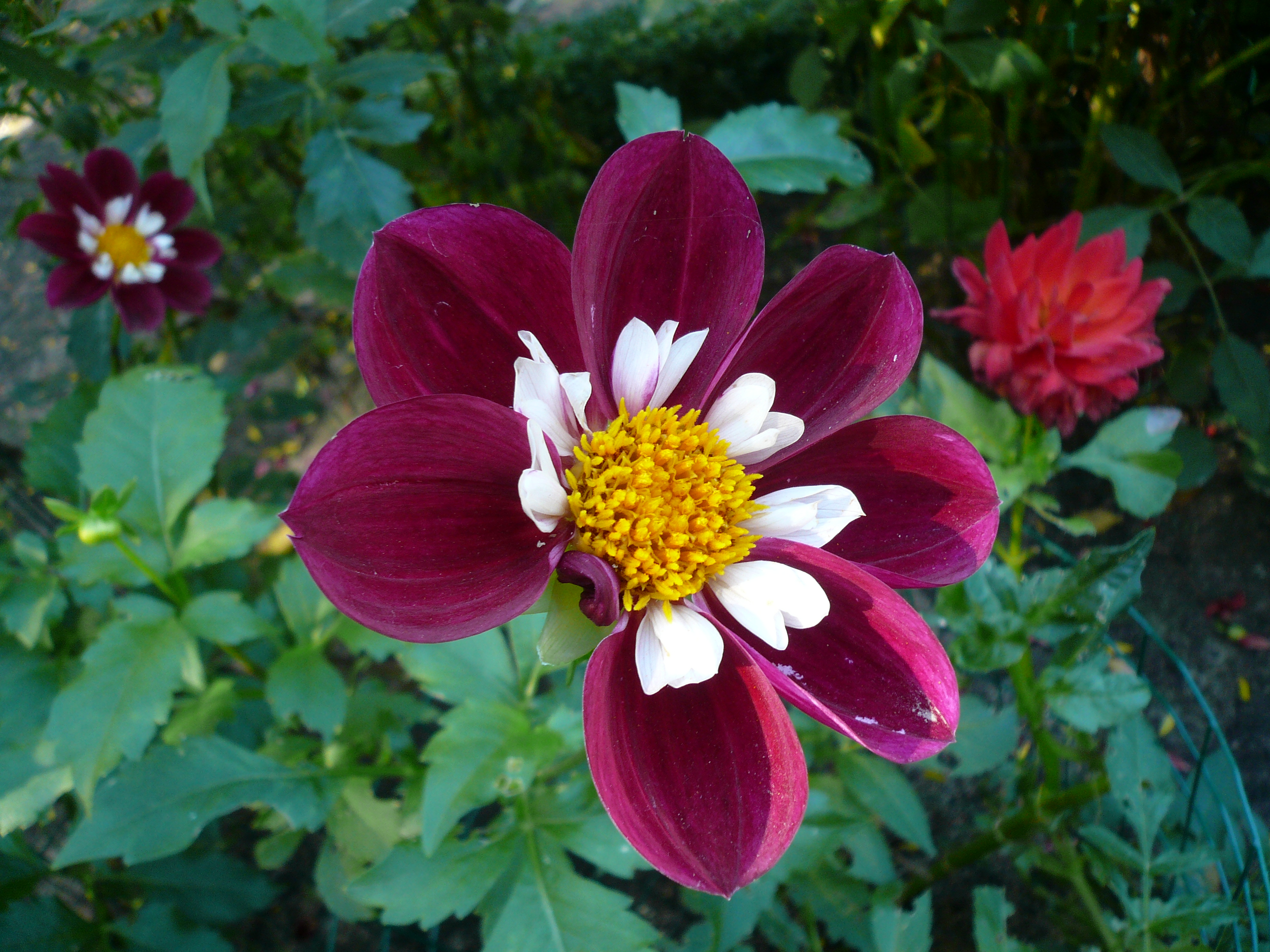
Dahlia 'Marie'
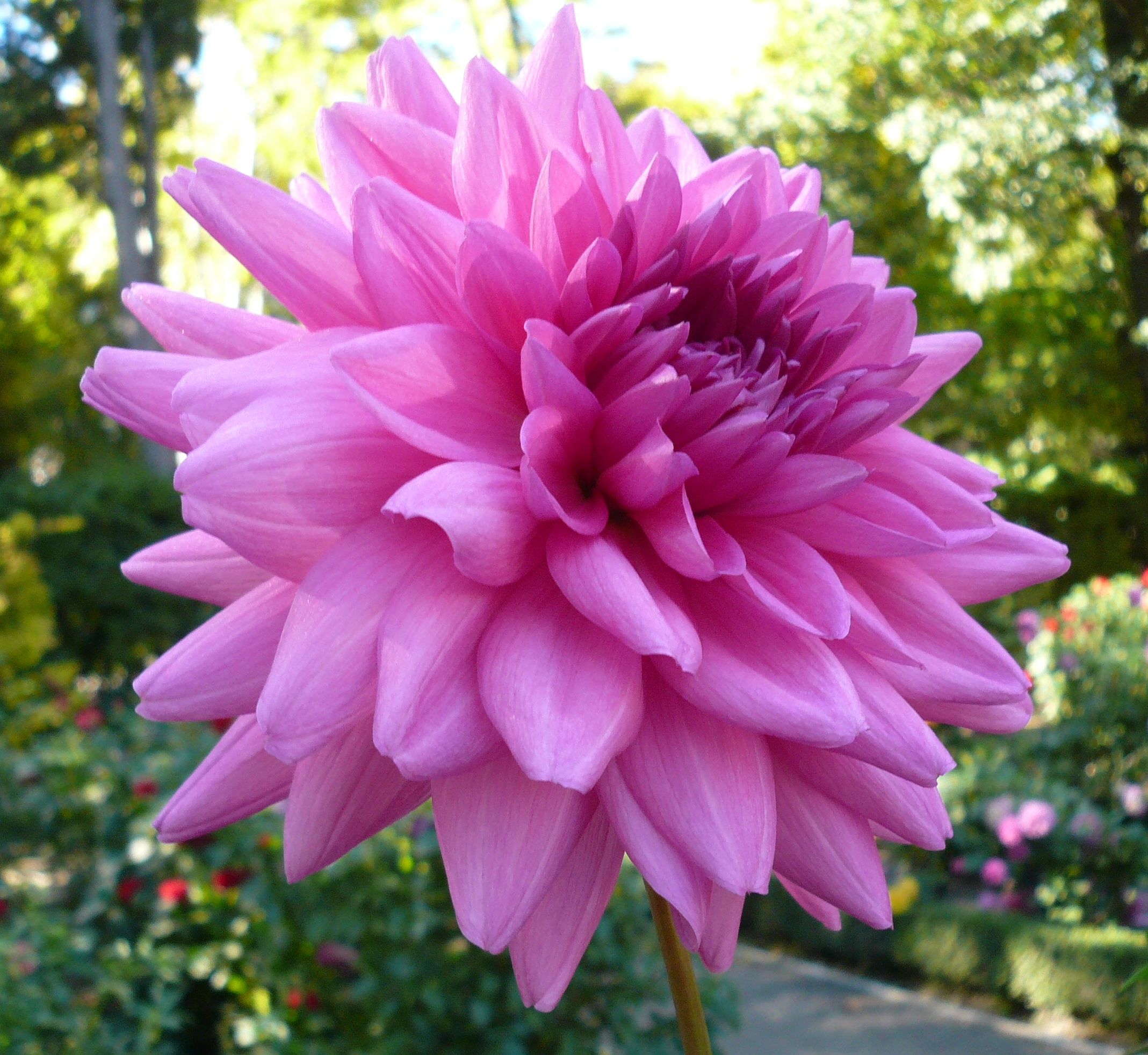
Dahlia 'Rosella'
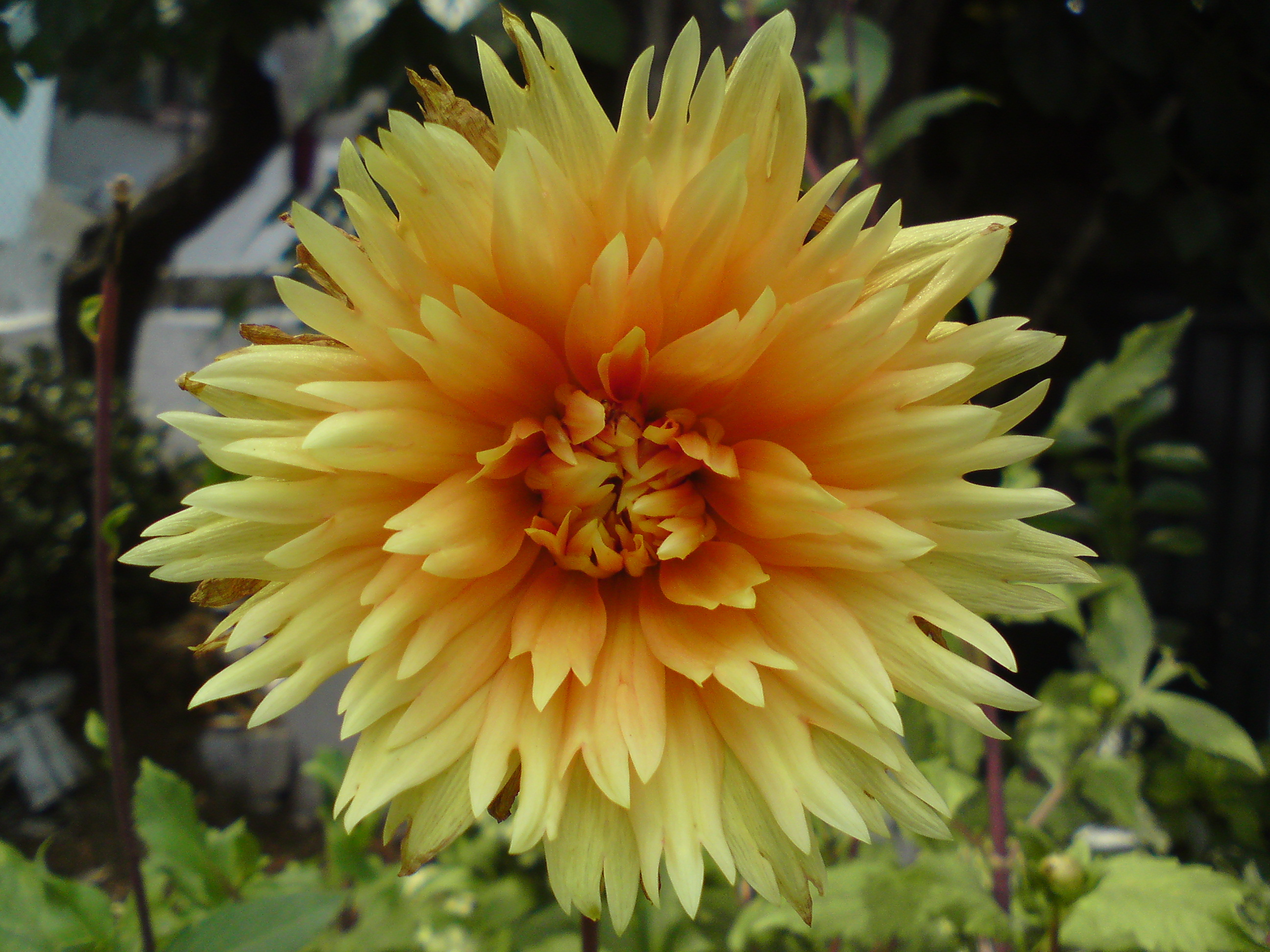
Yellow Dahlia
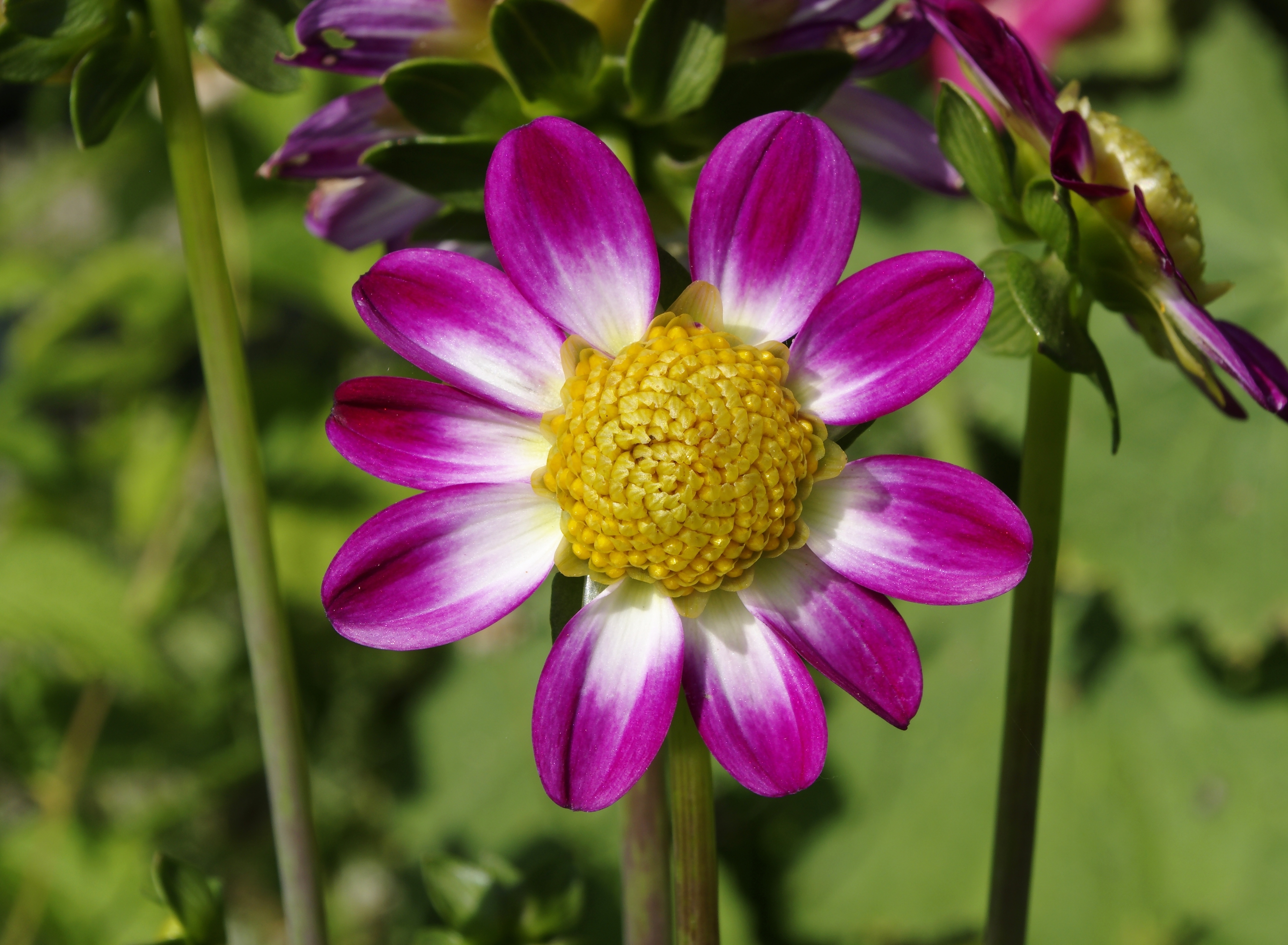

## Usi
Per la lunga e copiosa fioritura è molto utilizzata come pianta ornamentale nei giardini, in vaso sui terrazzi e industrialmente per la produzione del fiore reciso.

## Coltivazione

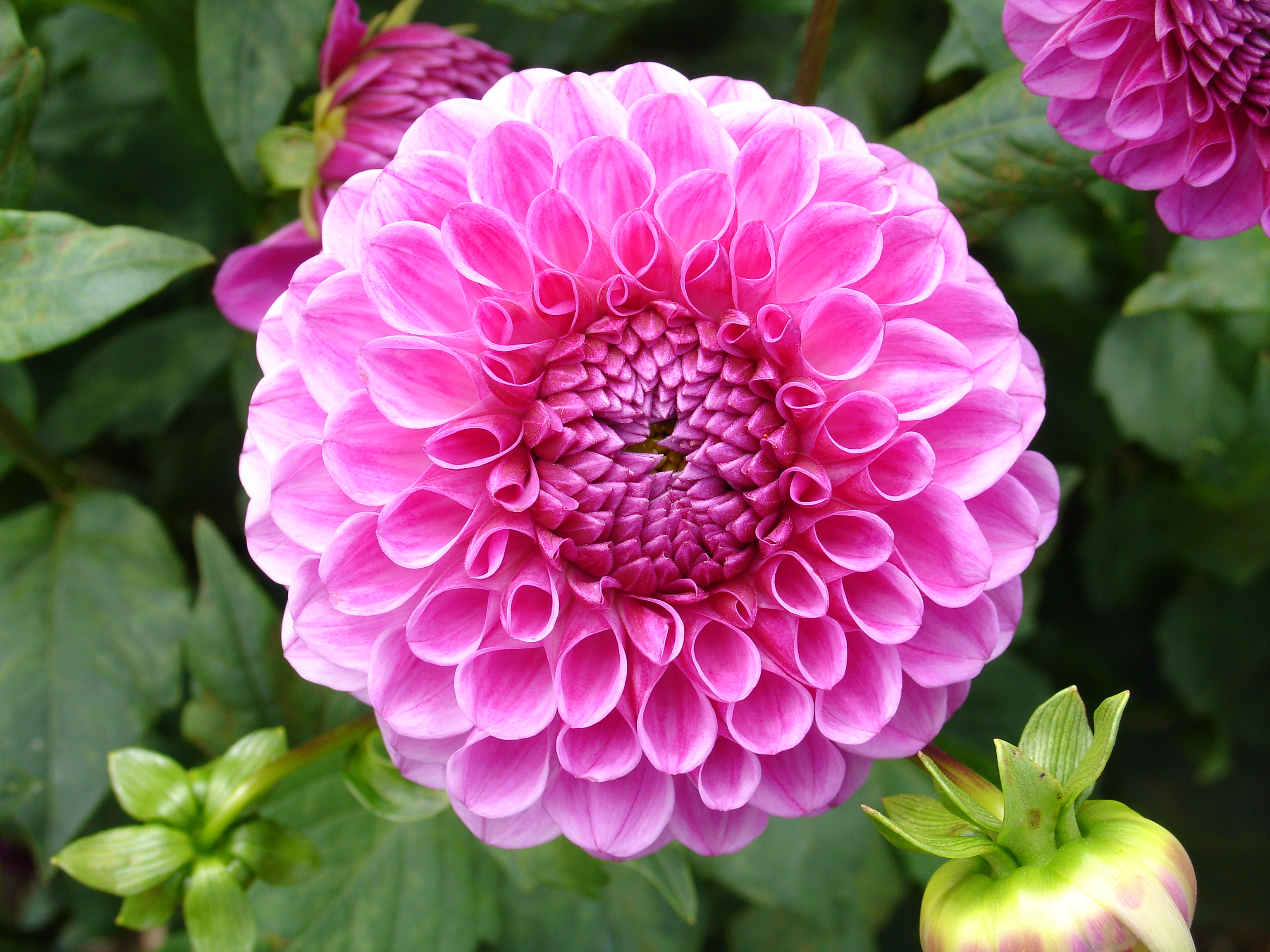
Fiore della Dahlia

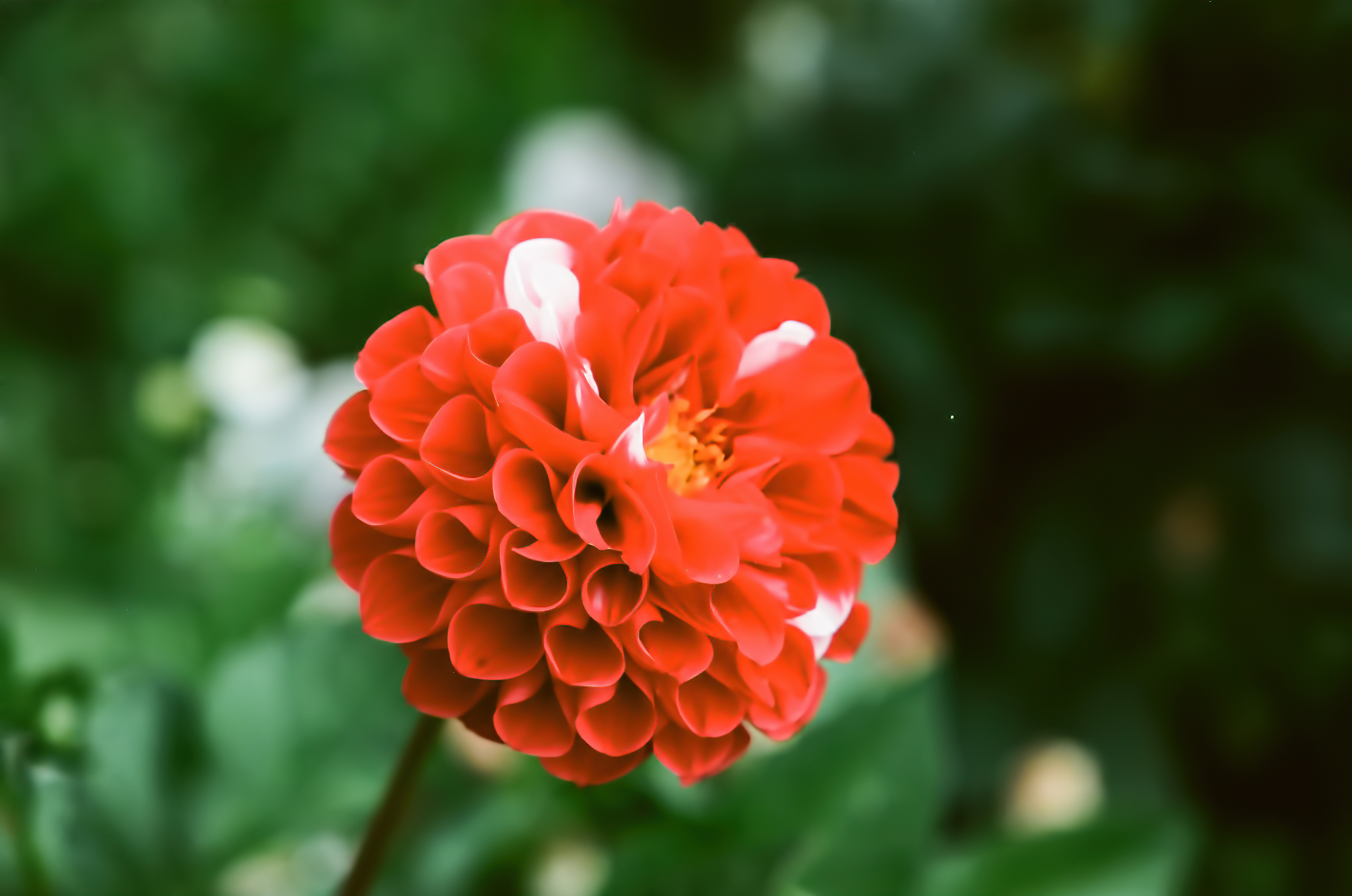
Fiore della Dahlia rosso

Le Dahlia coltivate in piena terra preferiscono esposizioni soleggiate, terreno soffice e fresco, neutro, ricco e ben concimato all'impianto con stallatico.
L'impianto va fatto tra metà marzo e metà maggio, a seconda del clima, ad una profondità di 10–15 cm. Bisogna distanziare le piante secondo la varietà scelta: per le più alte si lascia uno spazio di 80–120 cm, per le medie di 50–80 cm, per le nane di 30–40 cm.
Nel periodo vegetativo dall'inizio della fioritura, concimare frequentemente con fertilizzanti liquidi, come il nitrato, sciolti nell'acqua di irrigazione.
Le annaffiature devono essere abbondanti e ben distribuite, senza eccessi che diminuirebbero le dimensioni dei fiori, e non troppo scarse pena un minor numero di fiori per pianta.
Necessaria poi la sbocciolatura. Nel momento in cui avviene la formazione dei bottoni fiorali, si eliminano tutti tranne il centrale che, avvantaggiato, darà vita a fiori più grossi.
È possibile anche fare il contrario, ovvero tagliare solo il centrale. Si avrà così un numero maggiore di fiori, ma saranno sicuramente più piccoli, talvolta deboli.
La moltiplicazione avviene con la semina, la divisione delle ceppaie o per mezzo di talee.
Si moltiplicano agamicamente per divisione delle ceppaie, tolte dal terreno prima del gelo invernale e conservate in luogo asciutto e riparato, su uno strato di sabbia o segatura, lasciando almeno una gemma del colletto per ogni porzione di tubero; la moltiplicazione in febbraio-marzo, per mezzo di talee erbacee fornite di talloncino, ottenute facendo germogliare i tuberi in serra, è destinata alla produzione del fiore reciso.
La semina viene utilizzata per produrre nuove varietà o per le varietà coltivate in vaso generalmente a fiore semplice.

## Avversità
- Cicalina verde bianca - l'emittero Chlotita flavescens provoca sulla lamina fogliare macchioline biancastre, soprattutto se presente in numerose colonie
- Cimici - gli emitteri del genere Lygus sono causa di macchie biancastre sulle foglie che seccano e cadono, i fiori attaccati risultano deformati
- Mosaico o nanismo - l'attacco virale determina l'alterazione del colore della foglia, ingiallimento delle nervature o anche della foglia intera con fenomeni di nanismo; può essere trasmesso dagli afidi.